# Kisongye
Pour les articles homonymes, voir Songe.
Le kisongye, kisonge ou kiyembe (aussi parfois songye, songe ou yembe) est une langue bantoue parlée par les Songye dans la province de la Lomami et aussi dans les provinces du Tanganyika, du Maniema et du Sankuru au Congo-Kinshasa.

## Classification
Le kisongye est une langue de la famille des langues bantoues, du groupe de langues songe au côté du kete, du binji, et du luna.
- Classification de Guthrie : L.23, groupe L.20
- Classification Bastin/Coupé/Mann : L.20

## Répartition géographique
Le kisongye est parlée par les Songye au Congo-Kinshasa dans :
- la province de la Lomami dans le territoire de Lubao, le territoire de Kabinda ;
- la province du Tanganyika dans le territoire de Kongolo et le territoire de Kabalo ;
- la province du Maniema dans le territoire de Kasongo ;
- la province du Sankuru dans le secteur des Basonge du territoire de Lusambo et le secteur des Basonge du territoire Lubefu.

## Dialectes
L’Atlas linguistique d’Afrique centrale dénombre les variantes et dialectes suivants, :
- kyena-milembwe
- kyena-ekí
- kyena-majiba
- kilandé
- kina-kabinda(kyen'eki)
- kikalebwe
- kyena-nsapú
- lumbala (rumbala)
- kyenye-kumbi
- kinakayi
- kinalumbi
- kinakalanda
- kinawangongwe
- kipemba
- kinabudia
- kanyok